# دی جی بوفونگه
دی جی بوفونگه (انگلیسی: DJ Buffonge؛ زادهٔ ۷ نوامبر ۱۹۹۸) بازیکن فوتبال اهل بریتانیا است.
از باشگاه‌هایی که در آن بازی کرده‌است می‌توان به باشگاه فوتبال اسپتزیا اشاره کرد.